# Zóna nejbližšího vývoje
Zóna nejbližšího vývoje je pojmem na pomezí vývojové psychologie, psychologie učení a pedagogické psychologie. Zóna nejbližšího vývoje je sociální, ale i kulturní teorií. Tento pojem zavádí Lev Semionovič Vygotskij a poukazuje na to, že každé dítě disponuje aktuální úrovní výkonu a potencionální úrovní. Aktuální úroveň je taková, ve které se dítě právě vyskytuje, zatímco potencionální vývojová úroveň výkonu je stupeň vývoje, kterého dítě může dosáhnout, pokud mu bude poskytnuta pomoc, tzn. podpora od zkušenějších lidí, například od rodičů nebo učitelů. Prostor mezi těmito dvěma úrovněmi Vygotskij nazývá zónou nejbližšího vývoje. To, co dítě vykonává s dospělým, je později schopno vykonávat samo. Učitel by měl tedy žákovi poskytovat strukturu, směr, vedení a podporu, ne jenom holá fakta. Obecně lze říci, že zóna nejbližšího vývoje je vzdálenost mezi tím, co už dítě umí a mezi tím, co dítě může dokázat, pokud bude správně vedeno.
Vygotského teorie vychází z toho, že každá psychická funkce se v průběhu vývoje dítěte objevuje nejprve na sociální úrovni a teprve poté na úrovni individuální, dochází tedy k zvnitřňování. Vygotského teorie je v protikladu s Piagetovou teorií vývoje řeči, který na rozdíl od Vygotského tvrdí, že řeč je nejdříve egocentrická a až poté sociální.
Vygotského teorie vznikla z jeho nesouhlasu s tehdejším tradičním pojetím otázky, jak mají být vyvozovány pedagogické závěry z diagnostiky vývoje, kdy pomocí testů byla zjišťována úroveň rozumového vývoje dítěte. Podle této diagnostiky se měla pedagogika řídit a neklást na dítě větší nároky. Testy, které jsou prováděny podle Vygotského nikdy nemohou odrážet reálný průběh dětského vývoje. Obecně řečeno v tomto případě je učení orientováno na již dokončené vývojové cykly. To je podle Vygotského neefektivní, a tak přichází s novým konceptem, kterým je zóna nejbližšího vývoje. Tvrdí, že nejlepší je takové učení, kdy je předběhnut vývoj dítěte. Správně organizované učení dítěte přispívá k podněcování rozumového vývoje. Učení je tedy nutno orientovat na již dokončené cykly vývoje, ale vždy by mělo začínat od toho, co u dítěte ještě nedozrálo.

## Navazující koncepty

### Brunerův koncept lešení(Scaffolding)
Na Vygotského navazuje Jerome Bruner, který se více zaměřuje na pomoc zkušenějšího druhého, která je žákovi poskytována v zóně nejbližšího vývoje. Jeho koncept se nazývá lešení. Lešení je podpůrná struktura, která dítěti umožňuje šplhat do vyšších úrovní vývoje. Lešení má několik podmínek, které dítěti poskytuje:
1. získat učícího se jedince pro úkol, tzn. motivovat ho
2. zkušenější upozorňuje učícího se na klíčové složky učební situace
3. zkušenější se musí stále držet správného úkolu
4. kontrola frustrace učícího se

Pokud jsou všechny tyto podmínky dodrženy, jde o učební oporu, která je pro učícího se jedince bezpečná, jelikož minimalizuje možnost jeho neúspěchu.

### Dynamická diagnostika učebního procesu
Aby pedagog mohl postupovat podle tohoto konceptu, je nutné, aby znal aktuální výkon jedince a postupně zjišťoval, kam se dítě může dostat s jeho nápomocí. Současně zaznamenává, které vzdělávací prostředky jsou pro dítě nejvhodnější. Z konceptu zóny nejbližšího vývoje vychází dynamická diagnostika učebního potenciálu. Tento proces se zaměřuje na zmapování poznávacích procesů jedince, jenž se potýká s různými deficity v procesu učení, osvojování nových poznatků a řešení problémů. Toto vyšetření zkoumá stávající úroveň rozumových schopností a také jedincův potenciál, tedy co je možné, aby se naučil, pokud mu bude poskytnuta interakce s vychovateli.
Cíle dynamické diagnostiky:
1. zhodnotit a posoudit výkon dítěte v oblastech jako je vnímání, učení, myšlení dítěte a řešení problémů
2. posoudit deficity specifických kognitivních funkcí dítěte, které vedou k selhávání dítěte a současně se snaží také posoudit úspěchy dítěte
3. zhodnotit kvality a kvantity vynaloženého úsilí dítěte, určit intenzitu vedení a způsob vedení dítěte
4. aplikovat nově osvojené principy při řešení problémů
5. zhodnotit preference dítěte pro určitý formát informací při řešení problémů
6. posoudit a zhodnotit účinky jednotlivých strategií nácviku se záměrem zlepšit výkon dítěte, zjistit, jaká forma je nejefektivnější ve vztahu k typu zadaného úkolu.[10]

Zóna nejbližšího vývoje je velmi originálním konceptem v psychologii učení, který vzbuzoval velkou pozornost nejen v bývalém SSSR, ale i v USA. Na základě této koncepce bylo prováděno mnoho výzkumů, které dokládaly její reálnost. Na druhé straně se objevilo také mnoho výzkumů, které zónu nejbližšího vývoje podrobily kritice. Tyto výzkumy nejčastěji poukazovaly na nejasnost vlivu podpory zkušenějšího na potenciální vývojovou úroveň učícího se jedince. Mareš tvrdí, že urychlování psychického vývoje za pomoci dospělého může přinášet rizika. Škola například musí co nejrychleji odhalit nedokonalé a nesprávné psychické struktury dítěte a učitel je musí vést ke správným poznatkovým strukturám dospělých. Kritické výhrady také odkazovaly na nejasnost vlivu podpory dospělého na potenciální úroveň mentálního vývoje. Jako vše ostatní má i tato vědecká teorie mnoho pozitiv, ale i negativ. Každopádně můžeme říct, že se jedná o neobvyklou teorii v psychologii učení, která i v dnešní době stále upoutává velkou pozornost pedagogů i psychologů, přestože její možnosti pro využití v praxi jsou omezené.